# James Arness
James Arness (26. maj 1923 – 3. juni 2011) var en amerikansk skuespiller, som er bedst kendt for at portrættere den fiktive marskal Matt Dillon i tv-serien Gunsmoke i 20 år. Arness gjorde tjeneste i den amerikanske hær under 2. verdenskrig og blev alvorligt såret under slaget om Anzio, hvilket betød, at han havde en svag halten resten af livet.